# Списък с награди и номинации на „Маруун Файв“
Това е списък с наградите, спечелени от американската поп-рок група Maroon 5, както и на номинациите за награди.

## Награди насписание Билборд
| Година | Награда                                  | Награда за                   | Резултат  |
| ------ | ---------------------------------------- | ---------------------------- | --------- |
| 2005   | Дигитален изпълнител на годината         | Maroon 5                     | Спечелена |
| 2005   | Изпълнител на годината                   | Maroon 5                     | Номинация |
| 2005   | Група/дуо на годината                    | Maroon 5                     | Номинация |
| 2005   | Хот 100 изпълнител на годината           | Maroon 5                     | Номинация |
| 2005   | Хот 100 сингъл на годината               | This Love                    | Номинация |
| 2005   | Мейнстрийм топ 40 изпълнител на годината | Maroon 5                     | Номинация |
| 2005   | Мейнстрийм топ 40 сингъл на годината     | This Love                    | Номинация |
| 2005   | Дигитална песен на годината              | This Love                    | Номинация |
| 2007   | Топ дигитален албум                      | It Won't Be Soon Before Long | Спечелена |

## НаградиГрами
| Година | Награда                                        | Награда за                               | Резултат  |
| ------ | ---------------------------------------------- | ---------------------------------------- | --------- |
| 2004   | Най-добър нов изпълнител                       | Maroon 5                                 | Спечелена |
| 2004   | Най-добро изпълнение на поп група/дуо          | She Will Be Loved                        | Номинация |
| 2005   | Най-добро поп изпълнение на група/дуо с вокали | This Love                                | Спечелена |
| 2007   | Най-добро поп изпълнение на група/дуо с вокали | Makes Me Wonder                          | Спечелена |
| 2007   | Най-добър поп албум с вокали                   | It Won't Be Soon Before Long             | Номинация |
| 2009   | Най-добро поп изпълнение на група/дуо с вокали | Won't Go Home Without You                | Номинация |
| 2009   | Най-добра поп съвместна работа                 | If I Never See Your Face Again (с Риана) | Номинация |